# Georg Friedrich Konrich
Georg Friedrich Konrich (* 26. Mai 1879 in Hannover; † 23. Juli 1955 in Gehrden) war ein deutscher Politiker (DHP, DP) und Mitglied des Niedersächsischen Landtages.

## Leben

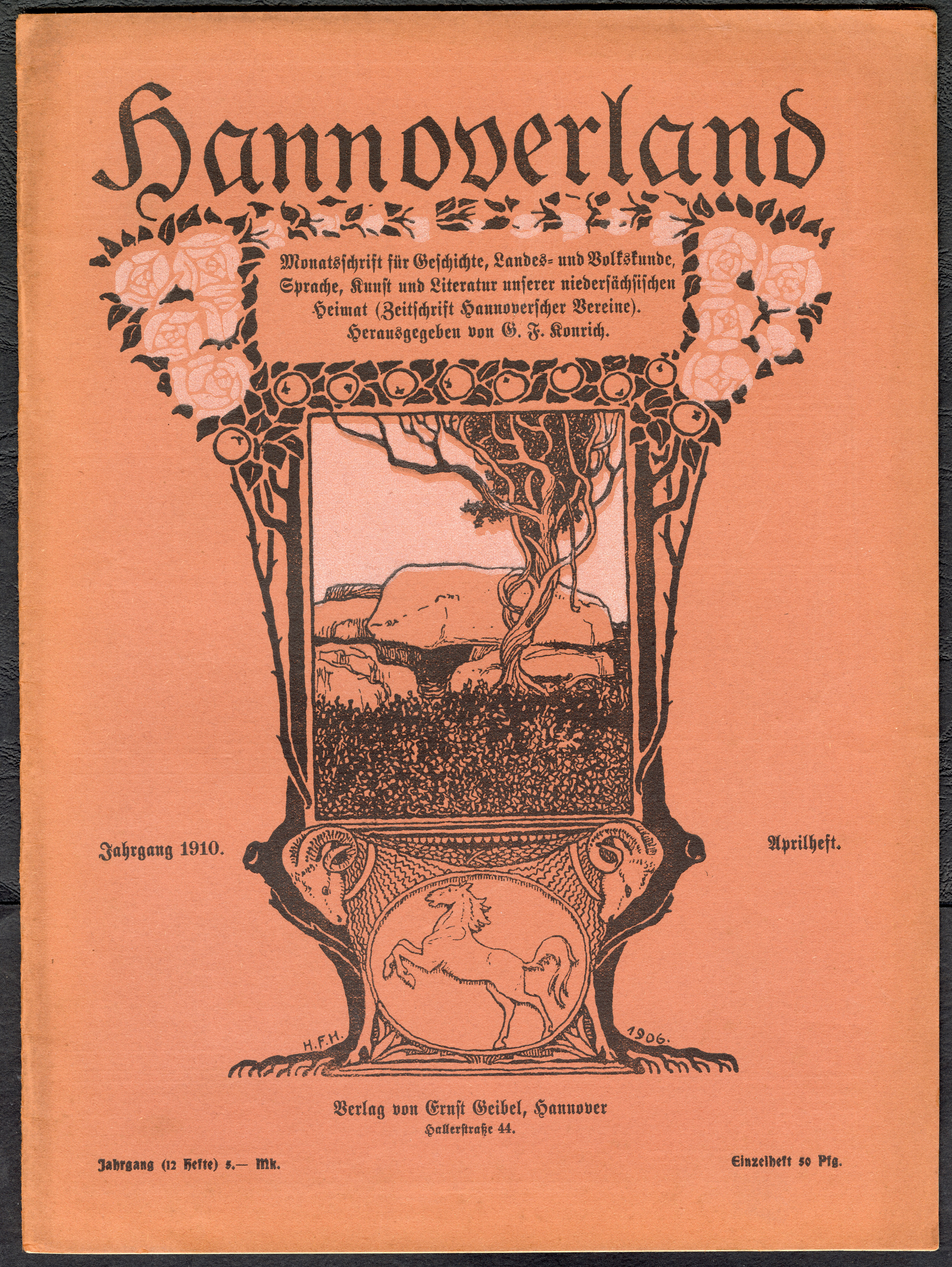
Titelblatt der von Konrich redigierten und von Ernst Geibel herausgegebenen Zeitschrift Hannoverland ... im Jugendstil mit dem Künstler-Monogramm H.F.H;
Jahrgang 1910, „Aprilheft“

Konrich besuchte das Ratsgymnasium in Hannover. Im Anschluss daran begann er sein Studium der Geschichte und der Volkswirtschaft in Marburg. Er wurde 1902 Mitglied der Deutsch-Hannoverschen Partei. 1904 wurde er Schriftleiter der Deutschen Volkszeitung (Hannoversche Landeszeitung).
Als Redakteur von Hannoverland der von ihm 1907 auf dem Höhepunkt der Heimatbewegung gegründeten und im Verlag von Emil Geibel erschienenen Zeitschrift, formulierte Konrich in der Erstausgabe von 1907 auf Seite 4 zeitgemäß wie folgt:

„So hat die Heimatbewegung ein Ziel, das weit über die engen Grenzen des eigenen Stammes hinausgeht: Sie will dem großen Vaterlande wackere Männer heranziehen, die ihm in heiliger Liebe zugetan sind, Männer, auf die es sich in ernster Zeit verlassen kann. Denn wer für seine Heimat eintritt, der tritt auch vor, wenn es das Ganze gilt.“

Im Ersten Weltkrieg war er zwischen 1915 und 1918 Kriegsteilnehmer. Bis 1934 war er Herausgeber und Verfasser politischer, heimatkundlicher und historischer Schriften.

## Öffentliche Ämter
Konrich wurde in der ersten Wahlperiode zum Mitglied des Niedersächsischen Landtages vom 10. Juli 1947 bis 30. April 1951 gewählt. Er war in dieser Zeit Vorsitzender des Ausschusses für Eingaben vom 4. Oktober 1948 bis zum 30. April 1951. Er gehörte seit 28. März 1951 der DP/CDU-Fraktion an. Nach 1945 trat die Niedersächsische Landespartei (1947 umbenannt in Deutsche Partei) die Nachfolge der DHP an. Konricht wurde DP-Mitglied.